# Kashiwazaki
Kashiwazaki (柏崎市?, Kashiwazaki-shi) è una città giapponese della prefettura di Niigata.

## Storia
Per risalire alle origini di Kashiwazaki bisogna comprendere il passato territoriale che la circonda. Tra l'VIII e il X secolo (periodo Heian) c'era la contea di Mishima a Echigo, forse nei dintorni dell'attuale Kashiwazaki. Poi il luogo divenne noto come Kariwa, dal nome di un maniero privato presente nella regione.
Nel periodo Edo (1600-1868) fu ufficialmente chiamata Contea di Kariwa. Un'altra zona di Echigo, dapprima chiamata Koshi nell'VIII secolo, venne in seguito ribattezzata Contea di Santo nel periodo Edo. I caratteri alfabetici giapponesi per indicare il toponimo di Santō (traduzione di «a est delle montagne») venivano talvolta erroneamente sostituiti con caratteri omofoni che leggevano «tre isole»: Mishima è un altro modo di leggere quest'ultimo composto.
Nel 1940 il centro abitato di Kashiwazaki venne riconosciuto al rango di città. Dopo la fusione con le aree circostanti di Kashiwazaki, il distretto di Niigata ha continuato a ridimensionarsi. Il 1º aprile 2005 la città di Oguni si è fusa con la città di Nagaoka e un mese dopo i villaggi di Nishiyama e Takayanagi si sono fuse con la città di Kashiwazaki. A causa di questa ennesima fusione nel distretto di Kariwa è rimasto solo il villaggio di Kariwa.
Nel 2007 il terremoto di terremoto di Chūetsu ha avuto ripercussioni e disagi. Nel 2014 è stata assegnata la cittadinanza onoraria a Donald Keene.

### Centrale nucleare
Nel territorio comunale si trova una parte della centrale nucleare di Kashiwazaki-Kariwa, il più grande generatore di energia nucleare del mondo.

### Gemellaggi
- Higashimurayama, dal 1996[2]